# 吴越钱氏海塘
吴越钱氏海塘，又称钱王塘、捍江塘、捍海塘，位于中国浙江省杭州市六和塔至艮山门老塘堤内，是吴越国时期修筑的杭州钱塘江海塘。据《通鉴》后梁纪二，后梁开平十年（910年）8月，吴越王钱镠开始修筑海塘，当时杭州城外钱塘江沿岸都修筑起石塘，北起杭州城艮山门外，南至六和塔。1983年修筑中河高架南星立交时发现了此海塘，遂进行考古发掘，海塘使用沙土修筑，堤梗高达，堤里堤外使用护堤木密集排列以加固。:445